# Odwodnienie (medycyna)

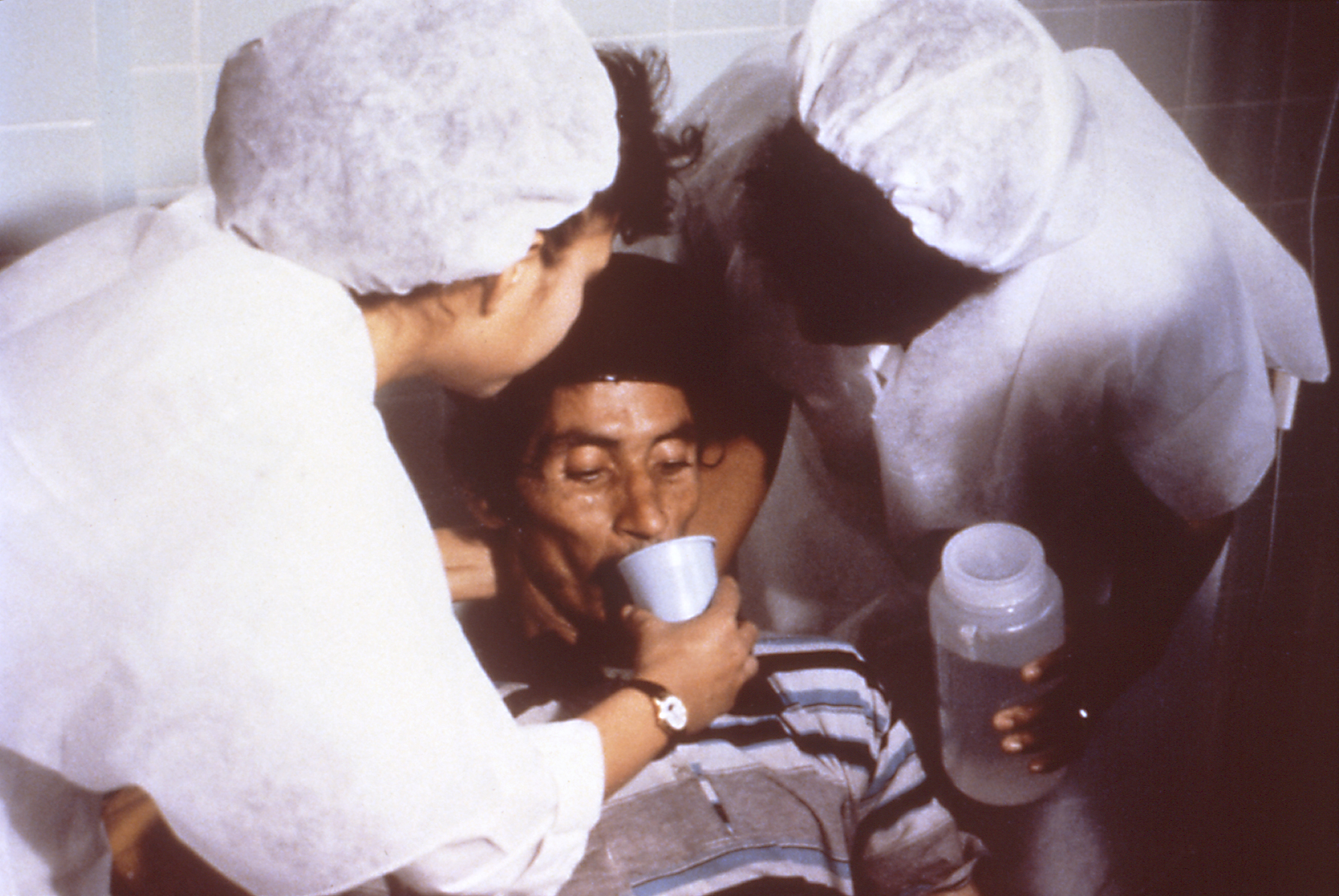
Pielęgniarki pojące pacjenta chorego na cholerę

Odwodnienie – stan, w którym zawartość wody w organizmie spada poniżej wartości niezbędnej do jego prawidłowego funkcjonowania. Stan odwodnienia zagraża życiu pacjenta, jest szczególnie niebezpieczny dla niemowląt, małych dzieci oraz ludzi starszych.
Bez wody człowiek może przeżyć od 4 do maksymalnie 7 dni. Długotrwałe odwodnienie prowadzi do utraty siły, osłabienia odporności organizmu, utraty świadomości, uszkodzenia organów wewnętrznych, a następnie śmierci.
Do najczęściej spotykanych przyczyn odwodnienia organizmu należą: biegunka, wymioty, przyjmowanie niedostatecznej ilości płynów podczas choroby przebiegającej z podwyższoną temperaturą ciała, niewyrównanie strat wody poniesionych w czasie intensywnego uprawiania sportu oraz picie zbyt małej ilości wody przez pacjentów zażywających leki diuretyczne.
Leczenie odwodnienia polega na podawaniu pacjentowi dodatkowej ilości wody w celu uzupełnienia strat oraz drobnych słonych przekąsek, np. precelków. Odwodnieniu mogą towarzyszyć zaburzenia gospodarki elektrolitowej i zmiany w molalności surowicy, w takich przypadkach konieczne jest szybkie skonsultowanie się z lekarzem. W aptekach dostępne są mieszanki nawadniające, które po rozpuszczeniu w wodzie podaje się do picia, aby wyrównać niedobory wody i soli mineralnych. Czysta woda pitna nie zawiera tłuszczu, cholesterolu ani kalorii.
Mocz o barwie jasno słomkowej wskazuje na odpowiednie nawodnienie organizmu.

## Przyczyny
Do odwodnienia organizmu może dojść w wyniku:
- przyjmowania zbyt małej ilości wody w stosunku do zapotrzebowania organizmu, np. w niedożywieniu, podczas postu, w przypadku odmawiania przez pacjenta przyjmowania płynów
- spożywania dużej ilości środków o działaniu odwadniającym, np. alkoholu, kofeiny[5]
- spożywania zbyt dużej ilości soli kuchennej, co prowadzi do hipernatremii
- stosowania diety małosolnej lub bezsolnej, prowadzącej do hiponatremii
- szybkiego ubytku masy ciała podczas kuracji odchudzającej[7]
- gorączki
- biegunki, np. w przebiegu chorób zakaźnych tj. cholera, żółta febra i stanów zapalnych przewodu pokarmowego na tle bakteryjnym lub wirusowym
- wymiotów, które często towarzyszą różnym jednostkom chorobowym
- utraty znacznej ilości krwi, np. w wyniku urazu, co może prowadzić do rozwinięcia się wstrząsu hipowolemicznego
- hipotonii, np. wywołanej urazem
- hiperglikemii i glikozurii w przebiegu cukrzycy
- stosowania metamfetaminy i innych środków stymulujących
- oparzeń większych powierzchni ciała, co może prowadzić do rozwinięcia się wstrząsu hipowolemicznego
- hipertermii, czyli przegrzania organizmu
- wstrząsu anafilaktycznego
- narażenia organizmu na długotrwałe przebywanie w ekstremalnych warunkach zewnętrznych, szczególnie w gorącym klimacie, np. na pustyni, ale także wysoko w górach lub podczas wypraw survival
- długotrwałej i intensywnej pracy fizycznej bez dostarczenia organizmowi odpowiedniej ilości wody na pokrycie strat w wyniku pocenia, dotyczy szczególnie pracy w gorącym lub wilgotnym otoczeniu
- długotrwałego przebywania w suchym powietrzu, np. w wysoko latających samolotach, budynkach z klimatyzacją
- stosowania diety bogatej w błonnik[5] przy jednoczesnym niewystarczającym spożyciu wody
- stosowania diety wysokobiałkowej[8] przy jednoczesnym niewystarczającym spożyciu wody
- zażywanie leków przez pacjenta także zwiększa zapotrzebowanie na ilość wody koniecznej do prawidłowego funkcjonowania organizmu[5], szczególnie dotyczy to diuretyków, leków przeczyszczających, przeciwcholinergicznych i psychotropowych (np. przeciwdepresyjnych) oraz polipragmazji; wystąpienie odwodnienia u pacjenta stosującego leki może prowadzić do zatrucia nimi; podeszły wiek, współistnienie zakażenia lub upalna pogoda zwiększają ryzyko[8].

## Objawy
W normalnych warunkach fizjologicznych człowiek traci wodę podczas oddychania, wydalania moczu oraz wraz z potem. Jeżeli ubytek wody z organizmu nie zostanie uzupełniony, np. poprzez picie, to dochodzi do odwodnienia. Początkowa faza odwodnienia organizmu przebiega bezobjawowo. W miarę zwiększania się stopnia odwodnienia pojawiają się liczne symptomy.
Objawy odwodnienia organizmu:
ubytek wody do 2% masy ciała pacjenta
- uczucie silnego pragnienia
- utrata masy ciała (można stwierdzić poprzez zważenie pacjenta)

ubytek wody 2-4% masy ciała pacjenta
- suchość w ustach
- utrzymujący się ból głowy
- zmniejszona ilość oddawanego moczu, aż do pojawienia się bezmoczu
- uczucie osłabienia
- zawroty głowy
- zaburzenia widzenia
- omdlenie
- nudności, czasami wymioty
- tachykardia
- niedociśnienie
- przyspieszony oddech
- podwyższenie temperatury ciała
- mocz o ciemnym zabarwieniu
- zmniejszenie pocenia
- ustanie wydzielania śliny
- suchy język
- utrudniona mowa
- skurcze i bóle mięśni
- suche i popękane usta
- utrata elastyczności skóry (skóra uszczypnięta i puszczona wyrównuje się bardzo powoli)
- utrata siły, wycieńczenie
- zapadnięte oczy
- zaparcie

ubytek wody 5-6% masy ciała pacjenta
- senność
- parestezje

ubytek wody 10-15% masy ciała pacjenta
- brak możliwości mowy
- drgawki
- zaburzenia świadomości i kontroli postępowania
- delirium
- obrzęk języka
- utrata przytomności

ubytek wody powyżej 15% masy ciała pacjenta
- śmierć[9][10].

Nieleczone odwodnienie prowadzi do zgonu pacjenta. Śmierć w wyniku odwodnienia organizmu może nastąpić w ciągu 3 dni, a nawet szybciej w przypadku upalnej pogody. Bez wody organizm ludzki jest w stanie przeżyć nie dłużej jak 5-6 dni. Prawidłowy bilans wodny w organizmie jest regulowany odczuwaniem pragnienia. U osób po 50. roku życia odczuwanie pragnienia ulega zmniejszeniu i zmniejsza się dalej w miarę upływu lat. Wiele osób w podeszłym wieku cierpi na objawy wynikające z odwodnienia organizmu. Podczas letnich upałów postępujące odwodnienie organizmu oraz hipertermia stają się często przyczyną śmierci starszych osób.
Stan odwodnienia u niemowląt i małych dzieci rozpoznaje się po następujących objawach:
- suchy język lub usta
- niewiele lub brak łez podczas płaczu
- rozdrażnienie lub apatia
- brak mokrych pieluszek przez 3 godziny i więcej
- zmniejszenie napięcia skóry (ujęta w dwa palce skóra brzucha i puszczona nie powraca natychmiast na swoje miejsce)
- zapadnięte oczy, policzki, brzuch lub ciemiączko[1].

Dziecko silnie odwodnione jest osłabione (nie krzyczy lub głos jest chrapliwy, często nie potrafi samodzielnie pić), senne, apatyczne, wiotkie i ma zaburzenia świadomości.

## Rodzaje odwodnienia
Odwodnieniu, jak i przewodnieniu, często towarzyszą zaburzenia gospodarki elektrolitowej i zmiany molalności surowicy. W takich przypadkach konieczna jest interwencja lekarska i wyrównanie zaburzeń wodno-elektrolitowych. U pacjenta wykonuje się oznaczenia elektrolitów we krwi, np. stężenie sodu w surowicy. W zależności od molalności płynów ustrojowych wyróżnia się 3 rodzaje odwodnienia:
- odwodnienie izotoniczne
- odwodnienie hipotoniczne
- odwodnienie hipertoniczne.

## Leczenie odwodnienia
Postępowanie w leczeniu odwodnienia obejmuje w zależności od stanu pacjenta:
- podawanie wody do picia
- zatrzymanie ubytku płynów z organizmu
- stosowanie doustnej terapii nawadniającej (ang. Oral Rehydration Salts, skrót ORS), której głównymi składnikami są: woda, chlorek sodu, chlorek potasu, cytrynian sodu i glukoza w odpowiednich proporcjach ilościowych[14]
- picie chudego mleka, szczególnie zalecane po ćwiczeniach sportowych, zamiast tzw. sport drinków izotonicznych[15]
- infuzję dożylną wody i elektrolitów we właściwej proporcji w celu wyrównania zaburzeń wodno-elektrolitowych
- monitorowanie stężenia elektrolitów w osoczu pacjenta podczas terapii dożylnej
- umieszczenie pacjenta na oddziale intensywnej terapii.

W stanie odwodnienia organizmu nie zaleca się picia alkoholu, ani wody morskiej oraz spożywania suchych pokarmów!
Wskazane jest podawanie pokarmów płynnych (zupa, ugotowany na wodzie ryż lub płatki śniadaniowe i przyprawione do smaku solą) oraz niewielkich słonych przekąsek węglowodanowych (precle, krakersy, chipsy) w celu uzupełnienia strat sodu, do których dochodzi głównie podczas intensywnego wysiłku fizycznego, aby zapobiec obniżeniu stężenia sodu we krwi. Nie zaleca się połykania tabletek z solą kuchenną, ze względu na łatwą możliwość przedawkowania. Spożywanie słonych pokarmów praktycznie wyklucza taką możliwość, gdyż pobudzają one pragnienie.
Osoby intensywnie uprawiające sport powinny zwrócić uwagę na fakt, że badania naukowe nie potwierdziły skuteczności glicerolu (w postaci 4 i 10% roztworów) w zapobieganiu odwodnienia, ani nie wykazały pozytywnego wpływu na procesy termoregulacyjne. Zauważono natomiast niekorzystny wpływ glicerolu na poziom hormonu antydiuretycznego w organizmie (podniesienie poziomu hormonu antydiuretycznego jest jednym z mechanizmów odpowiedzialnych za rozwój hiponatremii) oraz większą częstość występowania zaburzeń żołądkowo-jelitowych w porównaniu do grupy kontrolnej.
W medycynie roztwory gliceryny o smaku cytrynowym Solutio Glyceroli citri, w postaci nasączonych gazików na patyczkach, są stosowane do pędzlowania jamy ustnej celem nawilżenia w stanach objawiających się zmniejszonym wydzielaniem śliny.

## Zapobieganie odwodnieniu
Objętość wody potrzebna do pokrycia dziennego zapotrzebowania organizmu w celu zapewnienia prawidłowego funkcjonowania (homeostazy) zależy od wielu czynników, m.in.
- klimatu
- stopnia aktywności fizycznej
- diety
- masy ciała
- wieku
- płci.

Normy dziennego zapotrzebowania organizmu na wodę podawane w opracowaniach naukowych i popularnonaukowych wykazują rozbieżności.
Światowa Organizacja Zdrowia zaleca następujące normy dziennego spożycia wody:
W zalecanych normach WHO nie uwzględnia ilości wody dostarczonej do organizmu wraz z pokarmem ze względu na znaczące różnice zależne od diety i kultury, w związku z czym powyższe dane mogą znacznie przewyższać indywidualne zapotrzebowanie na wodę do picia.
- dla dorosłych mężczyzn w normalnych warunkach 2,9 l i 4,5 l w przypadku wykonywania pracy fizycznej w wysokiej temperaturze otoczenia
- dla dorosłych kobiet w normalnych warunkach 2,2 l i 4,5 l w przypadku wykonywania pracy fizycznej w wysokiej temperaturze otoczenia
- dla kobiet ciężarnych 4,8 l
- dla kobiet karmiących piersią 5,5 l[17].

Prof. dr hab. med. Janina Danuta Piotrowska-Jastrzębska zaleca kobietom ciężarnym wypijanie 1,5 l wody dziennie w pierwszych miesiącach ciąży oraz ograniczenie spożycia wody w diecie do 1 – 1,2 l na dobę w ostatnim trymestrze ciąży, natomiast matkom karmiącym piersią zaleca przyjmować każdego dnia 1,5 – 2 litrów płynów. Kobiety w ciąży oraz karmiące piersią powinny zwracać szczególną uwagę nie tylko na objętość płynów przyjmowanych każdego dnia w diecie, ale również na ich jakość i nie powinny przyjmować napojów gazowanych, mocnej kawy i herbaty oraz napojów zawierających alkohol. Zalecana jest niegazowana woda, mleko (½ l dziennie) oraz soki warzywno-owocowe (maksymalnie ½ l na dobę).
Inne organizacje zajmujące się promowaniem zdrowego stylu życia mówią o wypijaniu przynajmniej 1,5 l płynów dziennie w przypadku osób dorosłych. Według innych materiałów źródłowych dorośli powinni wypijać około 1,5 – 2 l płynów dziennie. Razem z wodą zawartą w spożywanym pokarmie dorosła osoba powinna przyjmować 3 – 3,5 l wody na dobę. W przybliżeniu 1/3 zapotrzebowania organizmu na wodę jest pokrywana przez wodę zawartą w stałych pokarmach, np. warzywa zawierają prawie 95% wody, jabłka 84%, chleb razowy 42%, ziemniaki 77%, a ser żółty 38%.
Zdaniem prof. dr hab. n. med. Świętosława Ziemlańskiego z Instytutu Żywności i Żywienia w Warszawie: „Obecnie przyjmuje się, że minimalna ilość wody, jaka powinna być dostarczana ustrojowi, aby zapobiec występowaniu zmian patologicznych, wynosi 1 litr wody na dobę. Ale podczas upałów nawet człowiek o małej aktywności fizycznej powinien pić minimum 3 litry wody na dobę, gdyż w przeciwnym razie dochodzi do wyraźnych objawów jej niedoboru”.
Emerytowany profesor fizjologii w Dartmouth Medical School – Heinz Valtin krytykuje model ciągłego picia dużych ilości wody, a amerykańskie zalecenie wypijania 2 litrów wody dziennie traktuje jako modę i obsesję. Nadmierna ilość wody może być szkodliwa dla organizmu i prowadzić do obrzęków, a nawet „zatrucia wodnego”. Odnotowano przypadki zgonu z powodu przepicia wodą. Pojenie dużymi ilościami wody było stosowane jako tortura w średniowieczu (toca). Badania naukowe nie potwierdziły, aby zdrowi ludzie, którzy prowadzą siedzący tryb życia i żyją w klimacie umiarkowanym musieli wypijać aż 2 litry wody na dobę. Profesor sugeruje zindywidualizowanie dziennych norm zapotrzebowania na wodę.
W ramach prowadzenia zdrowego stylu życia zaleca się pokrywanie zapotrzebowania na wodę napojami, które nie zawierają kalorii i nie powodują erozji szkliwa na zębach, do których należą:
- woda z kranu (w niektórych krajach konieczne jest gotowanie wody przed konsumpcją)
- woda mineralna
- woda źródlana
- herbata bez cukru
- odtłuszczone mleko
- kawa (prawdziwa lub zbożowa) bez cukru

Piwo, soki owocowe i lemoniady dostarczają kalorie do organizmu.
Ponadto słodzone napoje gazowane oraz soki powodują rozpuszczanie szkliwa na zębach ze względu na zawartość kwasów organicznych, sprzyjając rozwojowi próchnicy.
W ramach zapobiegania odwodnieniu organizmu podczas letnich i upalnych dni wegetarianie proponują stosowanie specjalnej diety. W porze lata zalecają ograniczenie spożycia mięsa, serów, jaj i soli kuchennej (żywności o charakterze yang), natomiast propagują konsumowanie produktów „wychładzających”, do których należą:
- kasze w postaci ugotowanej, np. jęczmienne, pszenne, kukurydziane oraz brązowy ryż
- sezonowe warzywa o dużej zawartości wody i soli mineralnych, tj. cukinia, kabaczek, ogórki, pomidory, patisony, rzodkiew, rzepa, brukiew oraz wszystkie warzywa kapustne, liściowe i korzeniowe
- warzywa strączkowe: zielony groszek, bób, fasolka szparagowa
- warzywa kiszone oraz pikle[25].

Według wegetarian sól kuchenną można zastąpić solą sezamową gomasio, która pełni jednocześnie rolę przyprawy do potraw. Wegetarianie ostrzegają, aby w upalne dni nie pić napojów lodowatych i zimnych, lecz chłodne i lekko ciepłe. Do picia polecają zieloną herbatę, kwas chlebowy, herbaty z prażonych zbóż i kawę zbożową.

### Warunki ekstremalne
Aby zapobiec odwodnieniu w warunkach ekstremalnych, jako źródła wody pitnej można wykorzystać:
- źródła słodkiej wody powierzchniowej: jeziora, potoki, źródła
- opady atmosferyczne: deszcz, śnieg, lód (nie wolno jeść śniegu ani lodu, lecz przed konsumpcją należy je w pojemniku ogrzać i roztopić nad ogniem lub ciepłem własnego ciała, przy czym nie wolno umieszczać pojemnika bezpośrednio na skórze, lecz między warstwami odzieży)
- źródła wody podziemnej (studnie, cysterny)
- wodę gruntową
- roślinność – w warunkach tropikalnych, np. drzewa bananowe, odciąganie wody z korzeni; należy unikać soku mlecznego

Nie wolno pić m.in. moczu, soku z ryb, krwi, wody morskiej, alkoholu czy wody po stopieniu świeżo powstałego lodu morskiego (ma bardzo słony smak).
Według niektórych źródeł, w tym Discovery Channel, w warunkach ekstremalnych dla opóźnienia odwodnienia należy jednak pić własny mocz. Opinie na ten temat są podzielone, np. procedury opracowane dla żołnierzy amerykańskich w przypadku konieczności przetrwania w warunkach ekstremalnych ostrzegają, aby nie pić własnego moczu.
Inni wyjaśniają, że picie własnego moczu przez 1–2 dni, aby zapobiec odwodnieniu, nie jest szkodliwe, ale gdy mocz jest już silnie skoncentrowany, to dalsze jego picie będzie prowadzić do zatrucia organizmu toksycznymi produktami przemiany materii (po wypiciu moczu są wchłaniane  z przewodu pokarmowego i trafiają ponownie do nerek) i pojawienia się objawów fatalnej w skutkach niewydolności nerek. Nawet krótkotrwałego picia moczu nie zaleca się osobom z raną, która doprowadziła do zmiażdżenia tkanki mięśniowej, albowiem z uszkodzonych włókien mięśniowych do krwiobiegu przenikają jony potasowe i fosforowe, których usunięcie może okazać się niedostateczne, prowadząc do zagrażających życiu wysokich stężeń. Także konsumpcja pokarmu bogatego w potas (np. banany) jest przeciwwskazana dla osób pijących własny mocz.
Ponadto w  warunkach ograniczonego dostępu do wody (np. katastrofa, nocny lot samolotem) zaleca się dietę węglowodanową i ograniczenie spożycia soli oraz pokarmów bogatych w białka, aby zmniejszyć ilość produktów przemiany materii wydalanych wraz z moczem.

## Klasyfikacja ICD10
| kod ICD10     | nazwa choroby           |
| ------------- | ----------------------- |
| ICD-10: E86   | Nadmierna utrata płynów |
| ICD-10: P74.1 | Odwodnienie noworodka   |